# Murder House
"Murder House" es el tercer episodio de la primera temporada de la serie American Horror Story, el cual se estrenó en FX el 19 de octubre de 2011. El episodio fue escrito por Jennifer Salt y dirigido por Bradley Buecker.
En el episodio, Ben (Dylan McDermott) tiene visita de Hayden (Kate Mara), quién demanda que le cuente a su esposa la verdad. Vivien (Connie Britton) descubre los residentes anteriores de la casa: un loco cirujano, Charles Montgomery (Matt Ross) y su esposa, Nora (Lily Rabe), quiénes realizaban abortos ilegales en su sótano, hasta que su matrimonio amargo terminó misteriosamente.

## Trama

### 1983
Una joven Moira (Alex Breckenridge) está limpiando la casa cuando es asaltada sexualmente por el esposo de Constance (Jessica Lange), Hugo (Eric Close), después que ella se rechaza a sus avances; Moira expresa su arrepentimiento acerca de un encuentro sexual que los dos habían tenido. Constance entra a la habitación y les dispara a ambos, después estalla en llanto.

### 1922-1926
En 1922, el cirujano Charles Montgomery (Matt Ross), adicto a la anestesia, se dedicaba a realizar injertos de diferentes partes de cuerpos entre distintas especies. Su esposa, Nora (Lily Rabe), se mostraba desilusionada por la austeridad que debían llevar por su falta de fondos. En 1925, mientras su hijo llora, ambos cenan y discuten. Nora le ordena a su sirvienta que retire al niño, y le comenta a su marido que los cobradores han venido otra vez a cobrar sus deudas y que ella no soporta más. Le ordena a Charles que atienda una joven actriz embarazada, Dorothy Hudson (Abbie Cobb), y le practique un aborto. Dorothy le paga a Nora $60. Esta la anestesia y la lleva hacia el sótano. Charles realiza cerca de dos docenas de otros abortos ilegales hacia 1926. 

### 2011
Las finanzas de los Harmon reciben un golpe, haciendo que el mudarse sea difícil. Moira joven continúa acosando sexualmente a Ben (Dylan McDermott), quien intenta despedirla. Moira mayor (Frances Conroy) convence a Vivien (Connie Britton) de que Ben la está acosando a ella, y amenaza demandarlos si la despiden. Cansada por las burlas de Constance, Moira se enoja por el hecho que está atrapada en la mansión. Ben se desmaya y despierta en el patio sin memoria de sus acciones, que incluye cavar un agujero en el patio. Hayden (Kate Mara) sorprende a Ben cuando aparece en la puerta de su casa. Anuncia que tendrá el bebé y se mudará cerca de su barrio, y que le dirá a Vivien sobre el embarazo y continuar su aventura. Ben luego se desmaya. El doctor hace un examen en su sangre, informándole que encontró rastros de un opiáceo que causa pérdida de la memoria.
Mientras está en la ciudad, Vivien comienza a sangrar después de oír de los expropietarios de la casa en la década del '20 y cómo su amargo matrimonio terminó en asesinato. En la oficina del doctor, Vivien explica que la hemorragia se detuvo cuando regresó a la casa. También agregó que ella y su familia están planeando mudarse. El doctor le asegura a Vivien que el bebé está bien, antes de aconsejarle que el estrés de mudarse de la casa pudo haber causado un aborto involuntario. Vivien intenta vender la casa y se relaciona con el fantasma de Nora sin saberlo. 
Ben se enfrenta a Moira, acusándola de envenenar su café con opiáceo, cuando suena el timbre de la casa. Hayden aparece, frenética por el hecho de que Ben la ha ignorado. Mientras Ben saca a Hayden fuera de la casa para calmarla, Larry (Denis O'Hare) aparece y la golpea con una pala, asesinándola. Él le explica que lo hizo para ayudar a Ben y prevenir que no se convierta en asesino. Ben está enojado, pero Larry lo convence de que deshacerse del cuerpo es la mejor opción. Larry termina de cavar el agujero que Ben involuntariamente había empezado a cavar, en el fondo del cual se encuentran los restos de Moira, y entierra a Hayden sobre ellos. Ben construye un mirador sobre el sitio.
Mirando esto, Constance se burla de Moira al decirle que ahora está atrapada en la casa para siempre.

## Producción
El episodio fue escrito por la productora Jennifer Salt, y dirigido por Bradley Buecker.

## Recepción y ratings
Matt Fowler en su crítica de IGN le dio al episodio 7.5. Todd VandDerWerff de The A.V. Club le dio al episodio una D+. Se estimó que fue visto por 2.58 millones de espectadores, obtuvo un índice de audiencia de 1.5.